# (473113) 2015 HA174
(473113) 2015 HA174 es un asteroide perteneciente al cinturón exterior de asteroides, descubierto el 18 de enero de 2008 por el equipo del Mount Lemmon Survey desde el Observatorio del Monte Lemmon, Arizona, Estados Unidos.

## Designación y nombre
Designado provisionalmente como 2015 HA17.

## Características orbitales
2015 HA174 está situado a una distancia media del Sol de 3,206 ua, pudiendo alejarse hasta 3,648 ua y acercarse hasta 2,764 ua. Su excentricidad es 0,137 y la inclinación orbital 10,28 grados. Emplea 2097 días en completar una órbita alrededor del Sol.

## Características físicas
La magnitud absoluta de 2015 HA174 es 15,8.